# Edvard Thermænius (ingenjör)
Carl Edvard Thermænius i riksdagen kallad Thermænius i Hallsberg, född 9 januari 1842 i Eskilstuna, död 7 november 1894 i Hallsberg, var en svensk ingenjör och riksdagspolitiker. Han var far till Fredrik Thermænius.
Thermænius utexaminerades från Kungliga Tekniska högskolan som civilingenjör 1862, anställdes samma år som verkmästare vid den av hans far, fabrikör Johan Thermænius, grundade mekaniska verkstaden i Torshälla. År 1868 stiftade han tillsammans med fadern firman Joh. Thermænius & Son samtidigt med, att verkstaden förflyttades till Hallsberg. Under hans ledning utvecklades verkstaden kraftigt; tillverkningen specialiserades på lantbruksmaskiner; särskilt kända blev firmans tröskverk. Firman ombildades till aktiebolag 1897. 
Thermænius var 1885–1887 och 1891–1893 ledamot för Kumla och Sundbo härader av riksdagens andra kammare och från 1890 ordförande i Hallsbergs municipalstyrelse. Han var även  ledamot i styrelsen för Hallsbergs folkbank från 1872 och bankens förman 1877–1893.